# Wharncliffe Side

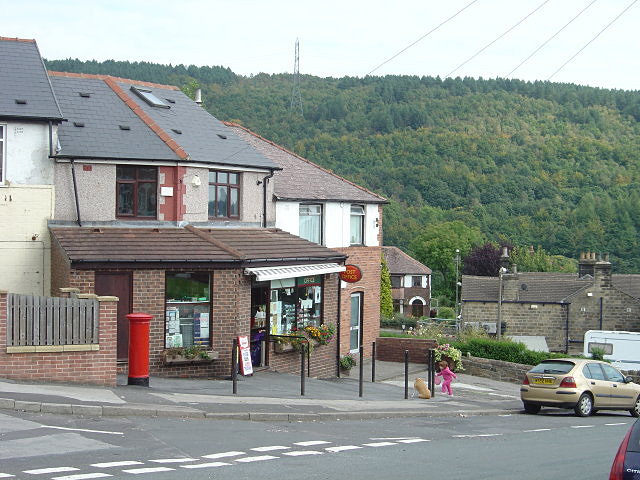
Wharncliffe Side in 2008

Wharncliffe Side is een dorpje ten noordwesten van Sheffield, ongeveer 10 kilometer van het stadscentrum verwijderd en gelegen op één kilometer ten noordwesten van Oughtibridge. Wharncliffe Side telt ongeveer 2000 inwoners.
Het dorp ligt aan de linkeroever van de Don; aan de rechterkant liggen de bossen van Wharncliffe, Todwick Wood en Wharncliffe Wood. Iets ten noorden van Wharncliffe Side mondt de beek Ewden Beck, die vanuit het Peak District het Broomhead Reservoir voedt, uit in de Don. Door het dorp leidt de A6102, ook Manchester Road genoemd, die uiteindelijk naar Manchester leidt via Stocksbridge. Een halve kilometer ten westen van het dorpscentrum ligt het kleine gehucht Brightholmlee, en ten noordwesten het stuwmeer More Hall Reservoir in de vallei van het verlaten dorpje Ewden. Ten noorden van Wharncliffe Side ligt een opmerkelijke rotsformatie in de vallei van de Don, Wharncliffe Crags.
Wharncliffe Side bezit een park, Glen Howe Park geheten.